# Kościół św. Antoniego Padewskiego w Kownie
Kościół św. Antoniego Padewskiego – świątynia rzymskokatolicka w Kownie, położona w dzielnicy Gričiupis, w dekanacie Kowno I, siedziba parafii św. Antoniego.
Kościół został zbudowany w roku 1936.